# 821年
| 千纪： | 1千纪                                                                                           |
| 世纪： | 8世纪 \| 9世纪 \| 10世纪                                                                        |
| 年代： | 790年代 \| 800年代 \| 810年代 \| 820年代 \| 830年代 \| 840年代 \| 850年代                       |
| 年份： | 816年 \| 817年 \| 818年 \| 819年 \| 820年 \| 821年 \| 822年 \| 823年 \| 824年 \| 825年 \| 826年 |
| 纪年： | 辛丑年（牛年）；唐長慶元年；南诏大丰二年；吐蕃彝泰七年；日本弘仁十二年；渤海国建兴三年          |

## 大事记
- 錢徽長慶科舉舞弊案，翰林學士李德裕主張進行複試，導致中書舍人李宗閔，開啟牛李黨爭的序幕。
- 盧龍節度使劉總乞出家為僧。唐朝任張弘靖為節度使。盧龍兵變，囚張弘靖，迎立前兵馬使朱克融為節度使。
- 成德兵馬使王庭湊殺魏博調來的新任成德節度使田弘正，自任節度使。唐政府命田弘正子田布任魏博節度使，與諸道兵討王庭湊。
- 太和公主下嫁回鶻崇德可汗。
- 吐蕃赞普赤祖德赞趁唐穆宗李恒登基的機會，派使臣祝賀並進行與大唐帝國進行第八次會盟，稱為長慶會盟。
- 拜占庭帝國將領斯拉夫人托马斯叛，稱帝，攻君士坦丁堡。

## 出生
- 高駢，唐朝名将。
- 奧多尼奧一世 (阿斯圖里亞斯)，阿斯圖里亞斯國王。

## 逝世
- 蔣義 (唐朝)，唐朝官员
- 劉總，唐朝盧龍節度使
- 李恪 (建王)，唐宪宗之子
- 田弘正，唐朝魏博节度使
- 韦贯之，唐朝官员
- 保義可汗，回鶻可汗